# Jaap Bakema

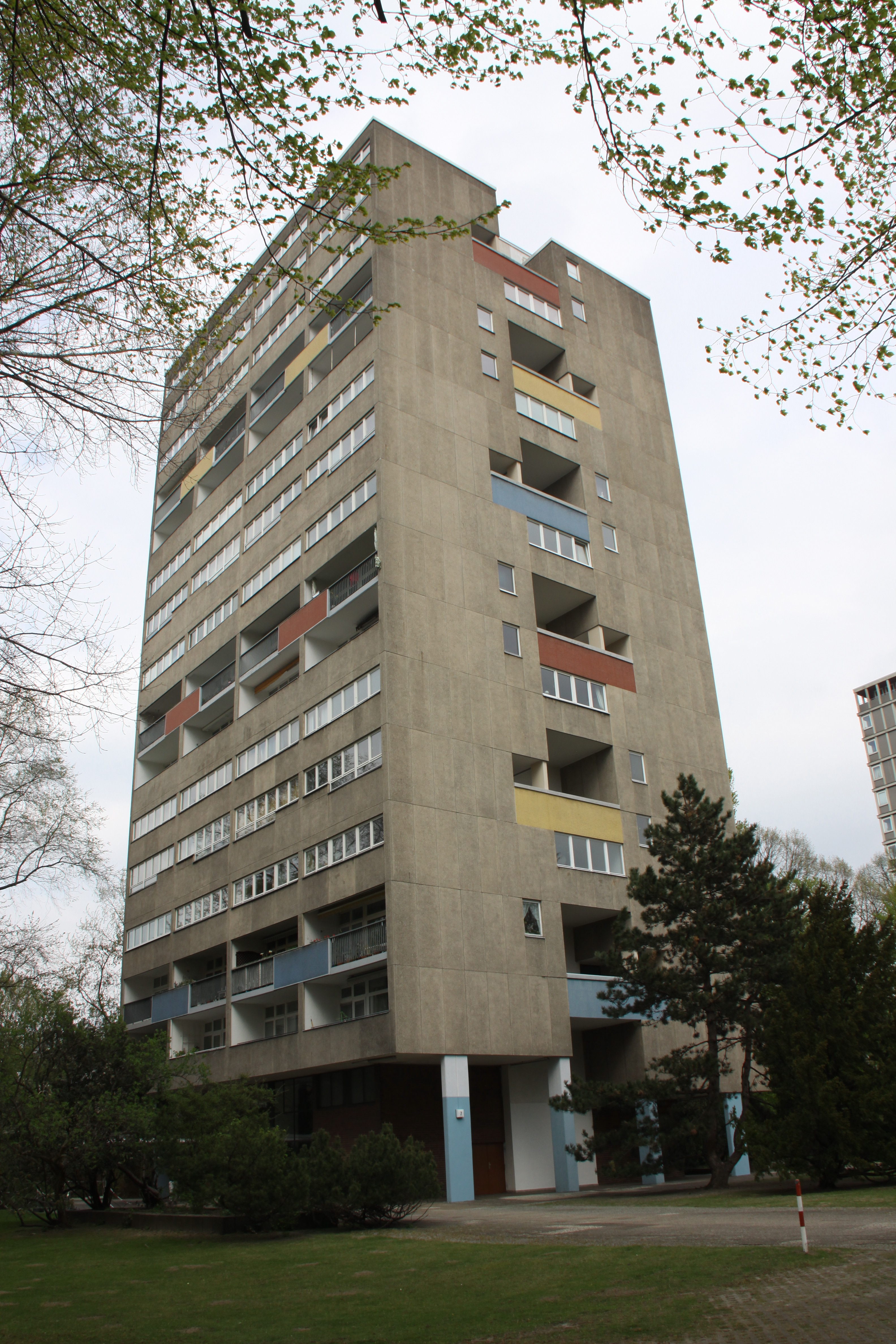
La torre de van den Broek i Bakema a Hansaviertel, Berlín. A la façana lateral s'aprecia el desplaçament de mig nivell entre la part dels apartaments que dona a una façana i l'oposada.

Jacob Berend "Jaap" Bakema (8 de març 1914 – 20 de febrer 1981) fou un arquitecte modern holandès, que destacà en el disseny d'habitatges públics i per la seva participació en la reconstrucció de Rotterdam després de la Segona Guerra Mundial.
Nascut a Groningen, Bakema va estudiar a l'Escola Tècnica Superior de Groningen (1931–1936) i a l'Acadèmia d'Arquitectura d'Amsterdam, on coincidí amb Mart Stam entre altres alumnes. El 1946 va començar a assistir a les reunions del Congrès International d'Architecture Moderne, en va esdevenir secretari el 1955, i va ser membre fundador del Team 10, eixit de l'anterior.
A partir de 1948, Bakema va treballar amb Jo van den Broek en l'estudi d'arquitectura Van den Broek & Bakema. Plegats van realitzar projectes d'edificis singulars i d'urbanisme a Rotterdam i arreu dels Països Baixos, i van participar l'any 1957 al projecte Interbau a Berlín. L'estudi encara existeix, amb el nom Broekbakema.
Bakema va sintetitzar les seves idees en les nocions d'arquitecturbanisme i espai total, amb una enfocament idealista i global de l'hàbitat i l'existència humans.
El 1964 Bakema va esdevenir professor a la Universitat Tecnològica de Delft i, el 1965, a la Staatliche Hochschule d'Hamburg.